# Pooh's Heffalump Movie
Pooh´s Heffalump Movie (Winnie Pooh y el pequeño efelante en Hispanoamérica, y La película de Héffalump en España) es una película de animación de Estados Unidos, dirigida por Frank Nissen  en 2005, y protagonizada por Brenda Blethyn, Jim Cummings, Kath Soucie, John Fiedler, Nikita Hopkins.

## Trama
La pandilla del Bosque de los Cien Acres se levanta asustada por un ruido terrible y atronador que sólo puede haberlo provocado un temible efelante. Deciden que antes de que el animal dé con ellos es mejor capturarle, así que se lanzan en su búsqueda. Pero no van a ir todos juntos, ya que la mayoría piensa que el canguro Rito es demasiado pequeño para una aventura tan peligrosa. Él no se opone y se lanza a buscar por su cuenta. Y le va mucho mejor que a sus amigos, ya que conoce a un joven efelante llamado Lumpy que no resulta en absoluto temible. Lumpy demuestra a Rito que las terribles historias sobre los efelantes son falsas y fruto de la imaginación de los demás. Así, los dos unen sus fuerzas para demostrar a todo el mundo que su miedo es innecesario.